# Xã West, Quận Effingham, Illinois
Xã West (tiếng Anh: West Township) là một xã thuộc quận Effingham, tiểu bang Illinois, Hoa Kỳ. Năm 2010, dân số của xã này là 467 người.